# 小諸城
小諸城（こもろじょう）は、 長野県小諸市（旧・信濃国佐久郡（のち北佐久郡）小諸）にある日本の城跡。別名、酔月城、穴城、白鶴城。

## 概要
長享元年（1487年）に大井光忠によって築城されたと考えられている。戦国時代、武田信玄の東信州経営のために現在の縄張りとされた。現在残っている城跡の元になったものは信玄の軍師であった山本勘助の縄張りだと言い伝えられているが、根拠となる史料はない。
安土桃山時代から江戸時代にかけて、石垣を構築した近世城郭に改修された。現在のような構えとなったのは仙石秀久の改修によるもので、三重天守もその頃に建てられたものであった。天守には桐紋の金箔押瓦が用いられていたが寛永3年（1626年）に落雷によって焼失している。
城郭は城下町である市街地よりも低地に縄張りされ、市街地から城内を見渡すことができ、このため穴城とも鍋蓋城ともいう別称がある。また、浅間山の田切地形の深い谷を空堀として利用しており、西側の千曲川の断崖も天然の防御として利用されている。

## 歴史・沿革
天文23年（1554年）に竣工する。小諸城主は武田家の親族衆である武田信豊であるとする説があるが、黒田基樹は信豊が小諸城主であったことを示す確実な記録はないことを指摘している。勝頼期には御一門衆の下曾根浄喜が城代を務めており、天正10年（1582年）3月の織田・徳川連合軍の甲斐侵攻に際しては小諸城に逃れてきた信豊を浄喜が打ち取り首を織田信長に進上したが、浄喜も誅殺されたという。
武田氏が滅んだ後に上野国と信濃佐久郡・小県郡は織田家臣の滝川一益が領し、城代は道家正栄が務める。天正10年6月2日の本能寺の変により相模国の後北条氏が上野へ侵攻し、6月19日に一益は後北条氏との神流川の戦いで敗退する。敗走した一益は箕輪城（群馬県高崎市箕郷町）を経て碓氷峠を越え、6月21日に小諸城へ入城する。6月21日には佐久郡の国衆・依田信蕃が小諸城において一益と面会し、一益は木曽郡の木曾義昌とも交渉し、6月27日に小諸城を退去して佐久・木曽両郡を通過して本国の伊勢国長島へ帰還した。これにより小諸城主は依田信蕃となる。
後に徳川氏に引き渡された。その後小田原征伐後に依田氏が徳川氏に従って関東地方に移ると、代わって小田原征伐での功労が認められ5万石で再び大名に列せられた仙石秀久が天正18年（1590年）に入城した。秀久は関ヶ原の戦いでは東軍についたが、その後も元和8年（1622年）に2代忠政が上田城へ転封となるまで居城した。
江戸時代には小諸藩の藩庁が置かれ、その後は松平氏、青山氏、酒井氏などが封じられたが、元禄15年（1702年）に牧野康重が移封された後は国替えは行われず、牧野氏10代康済の時に明治を迎えた。
2006年（平成18年）4月6日、日本100名城（28番）に選定された。

## 遺構

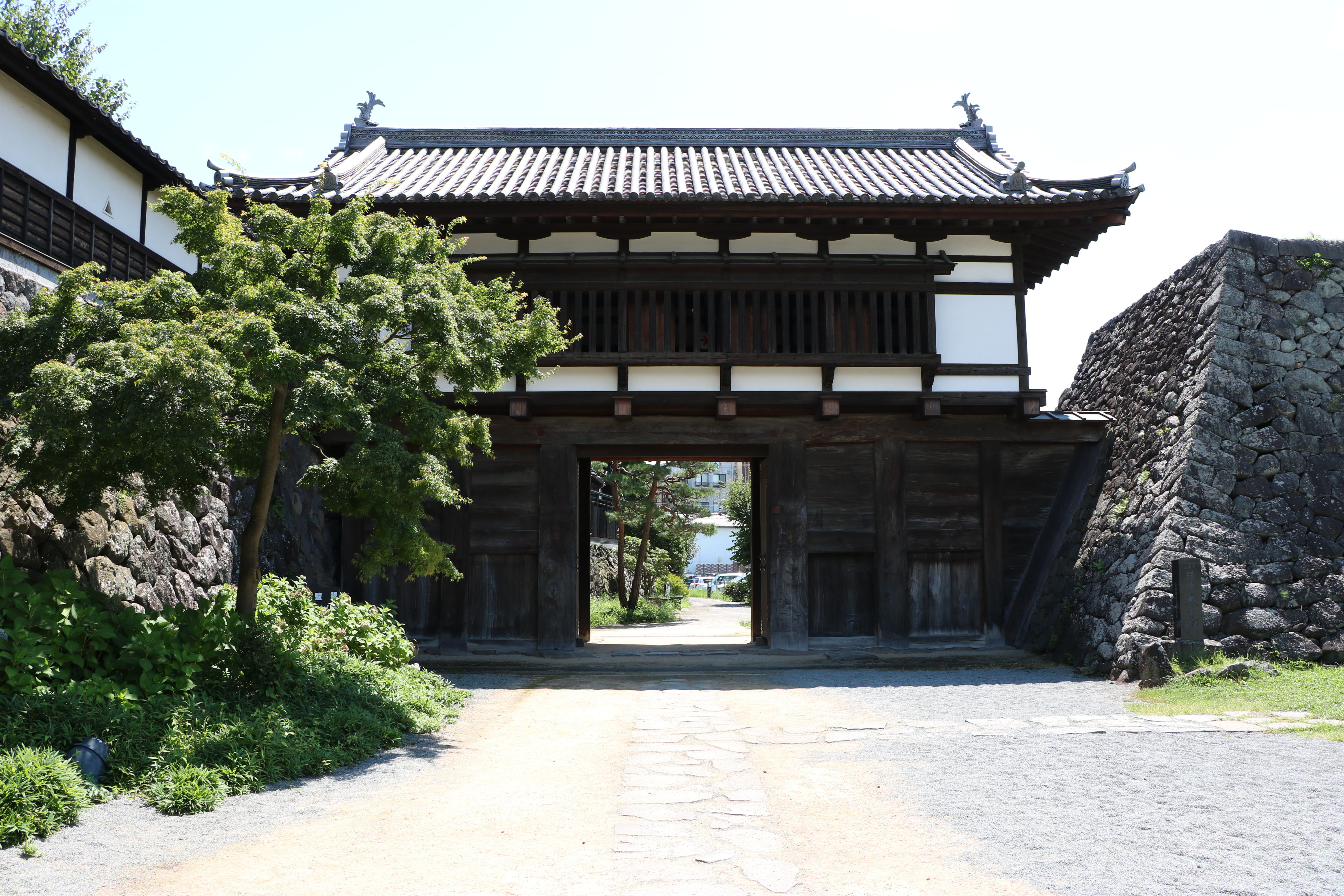
大手門（解体修理後）

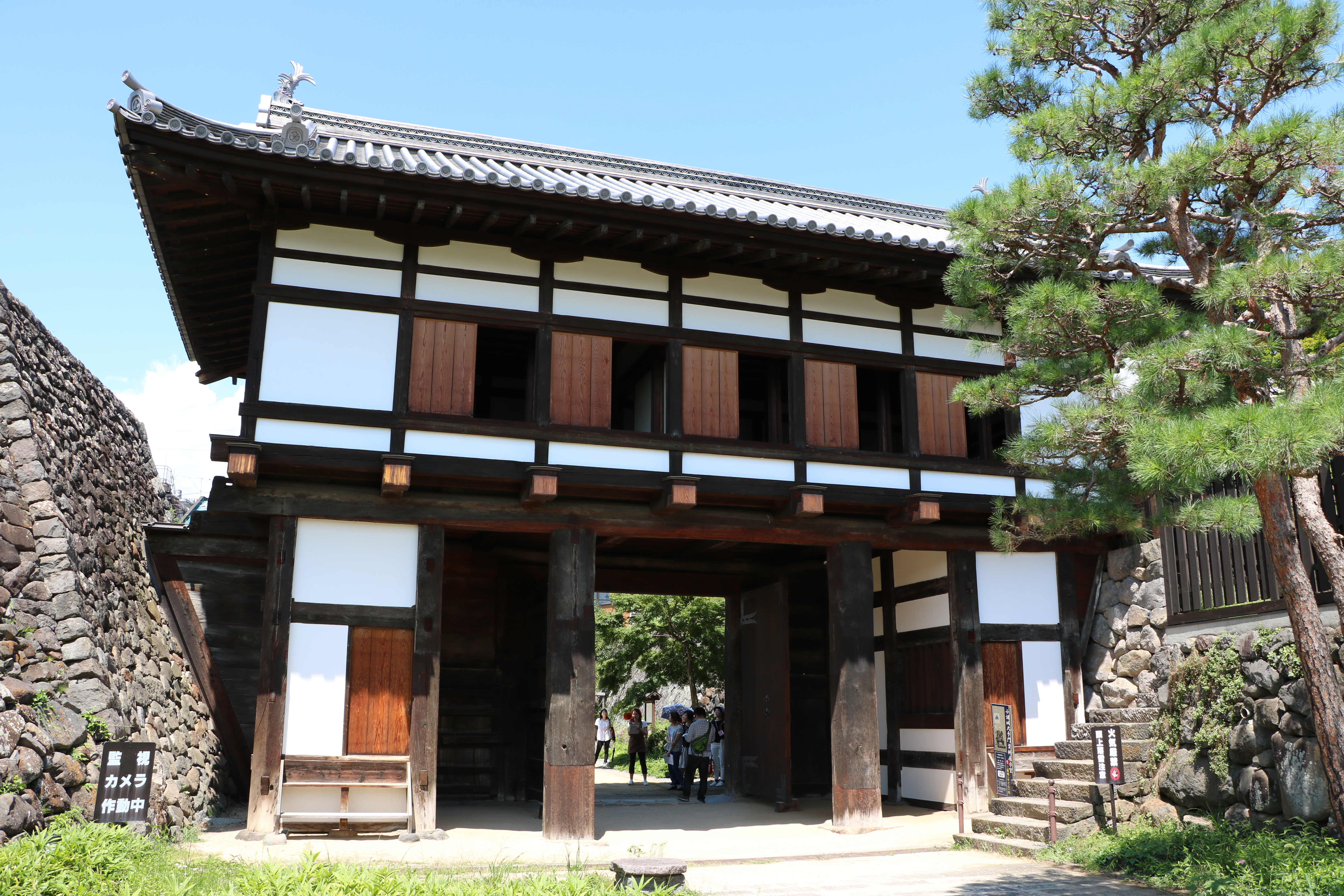
大手門（背面）

現在は、当時の建造物は石垣と現在の懐古園の入り口の三之門、市街地に存在する大手門のみが現存している。大手門と三之門の2棟は共に国の重要文化財に指定されている。その他、天守台、石垣などが現存する。
現存する大手門は五間櫓門、入母屋造、本瓦葺きで、慶長17年（1612年）の建立である。門は、小諸市の所有となる前は料亭などとして使用されていたため、一部に改造もあるが、建物の根幹部は建立時の状態をとどめている。平成16年（2004年）から同20年（2008年）にかけて解体修理が実施され、改変部分は旧状に復している。
三之門は1615年に建てられたが、寛保2年（1742年）に起きた「戌の満水」と呼ばれる大水害によって大手門、足柄門と共に損壊した。現存する三之門は明和3年（1766年）に再建されたもので、三間櫓門、寄棟造、桟瓦葺き。門の所有者は懐古神社である。
移築現存する建物としては、足柄門が市内光岳寺山門として、黒門が市内正眼院山門として、旧北御牧村（現：東御市）の民家に本丸御殿の書院といわれるものが移築されている。

### 侍屋敷
侍屋敷は、特に保存されていない。しかし、三之門を向かって左手方向の旧馬場町、右手方向の旧足柄町（いずれも住居表示は小諸市古城）一帯には、旧藩時代の直系子孫が現在も居住して、かつての面影を若干残していることがある。

### 城下町
本町・市町・荒町・与良町の4町から成り、本町と市町は北国街道の宿場町の機能を担った。半月ずつ上下に分けて宿問屋を定め伝馬を務めた。また本町、荒町、与良町には穀問屋や塩問屋、造り酒屋などがあり、佐久地方の商業の中心地であった。市町には問屋と本陣を務めた上田家が旧小諸本陣として残され、国の重要文化財に指定されている。

## 懐古園

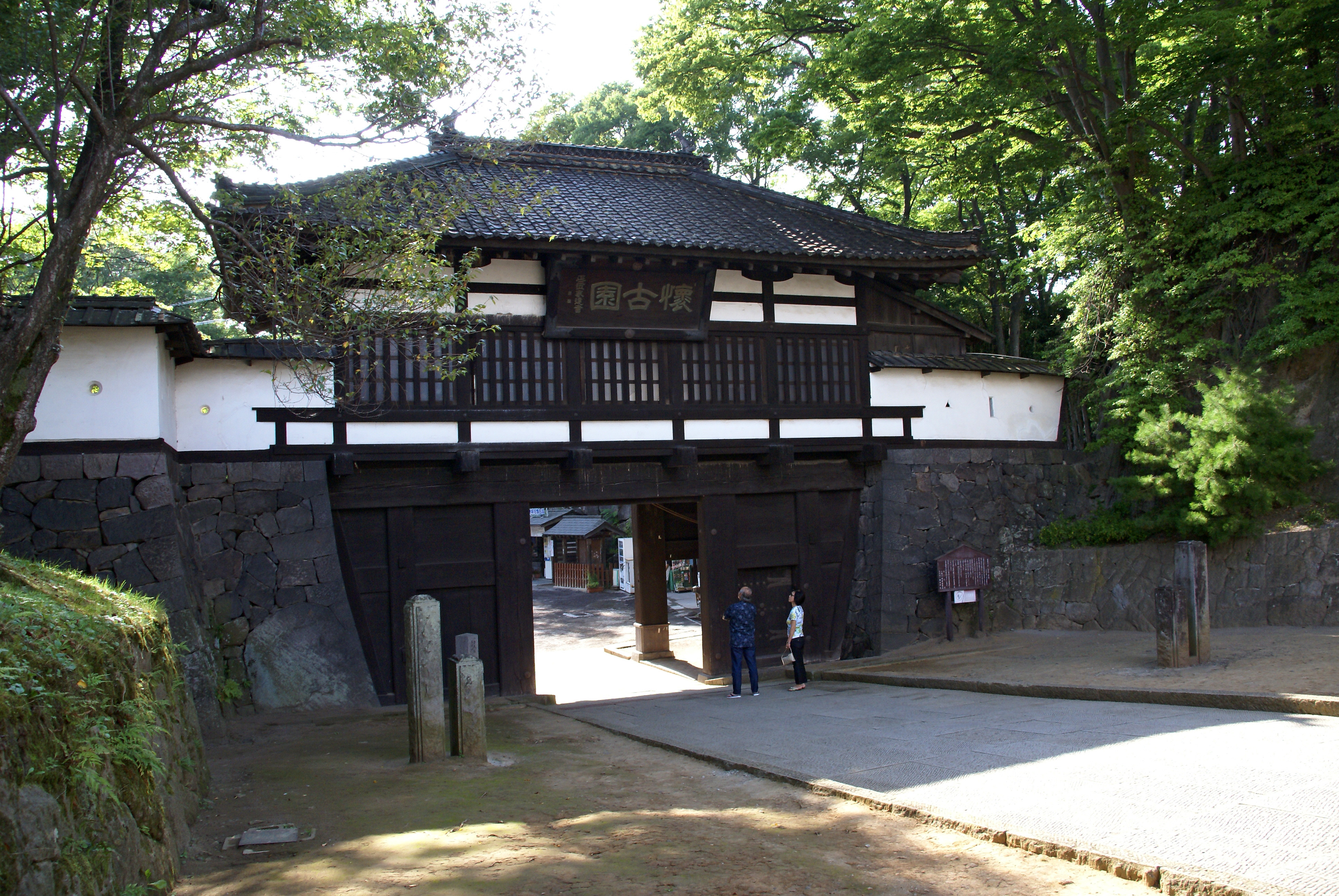
懐古園三之門とその扁額
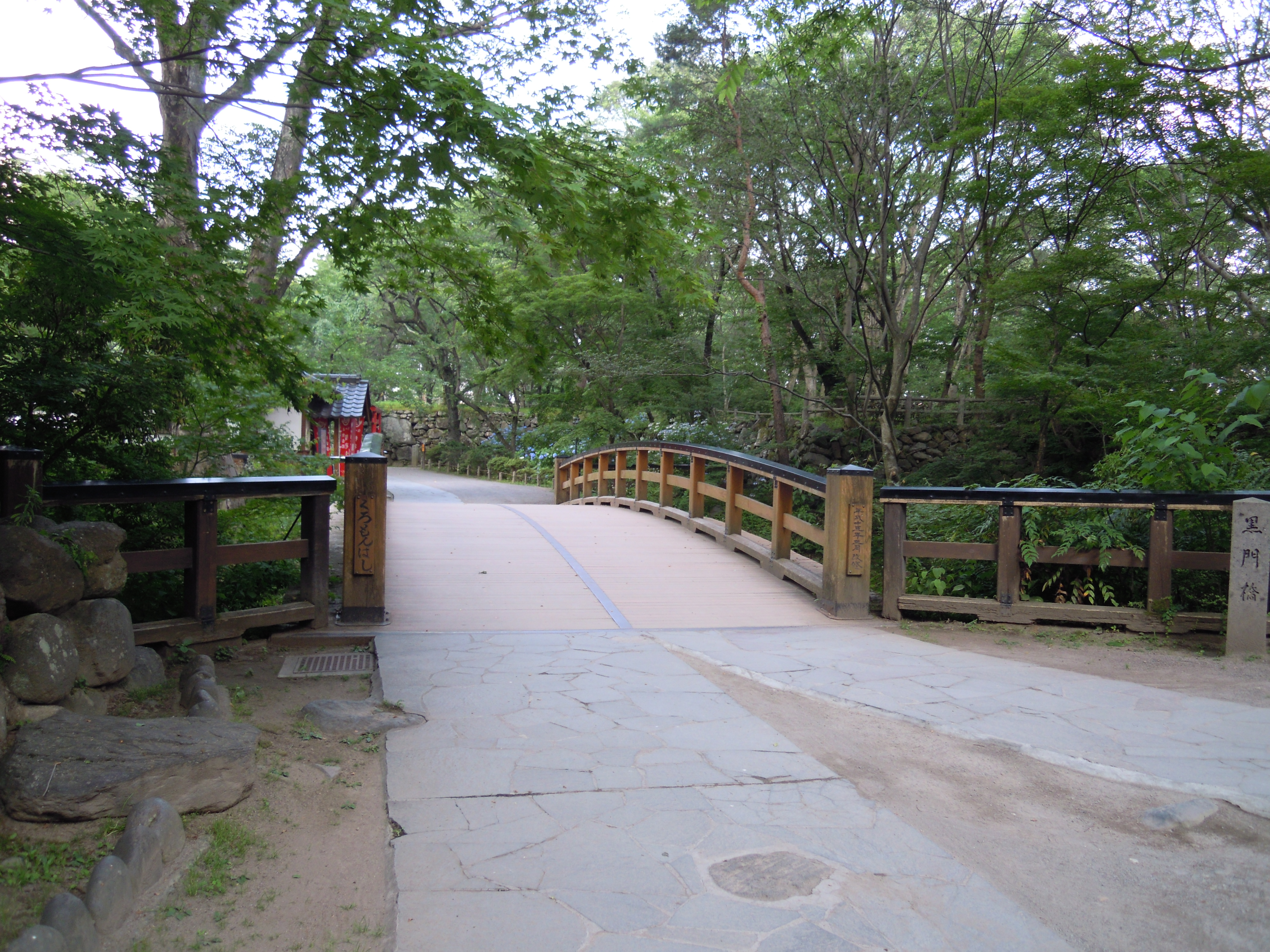
黒門橋
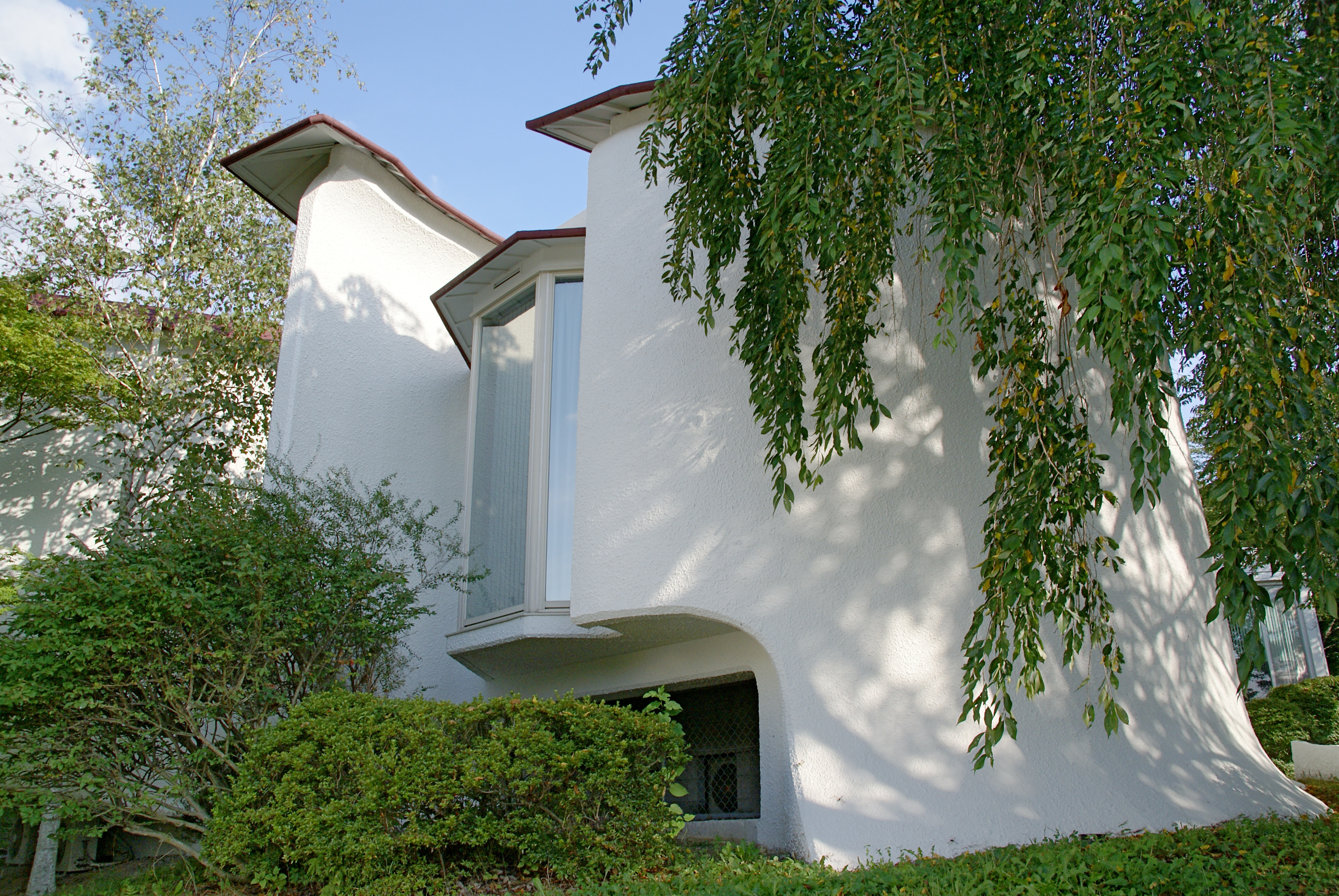
小諸市立小山敬三美術館
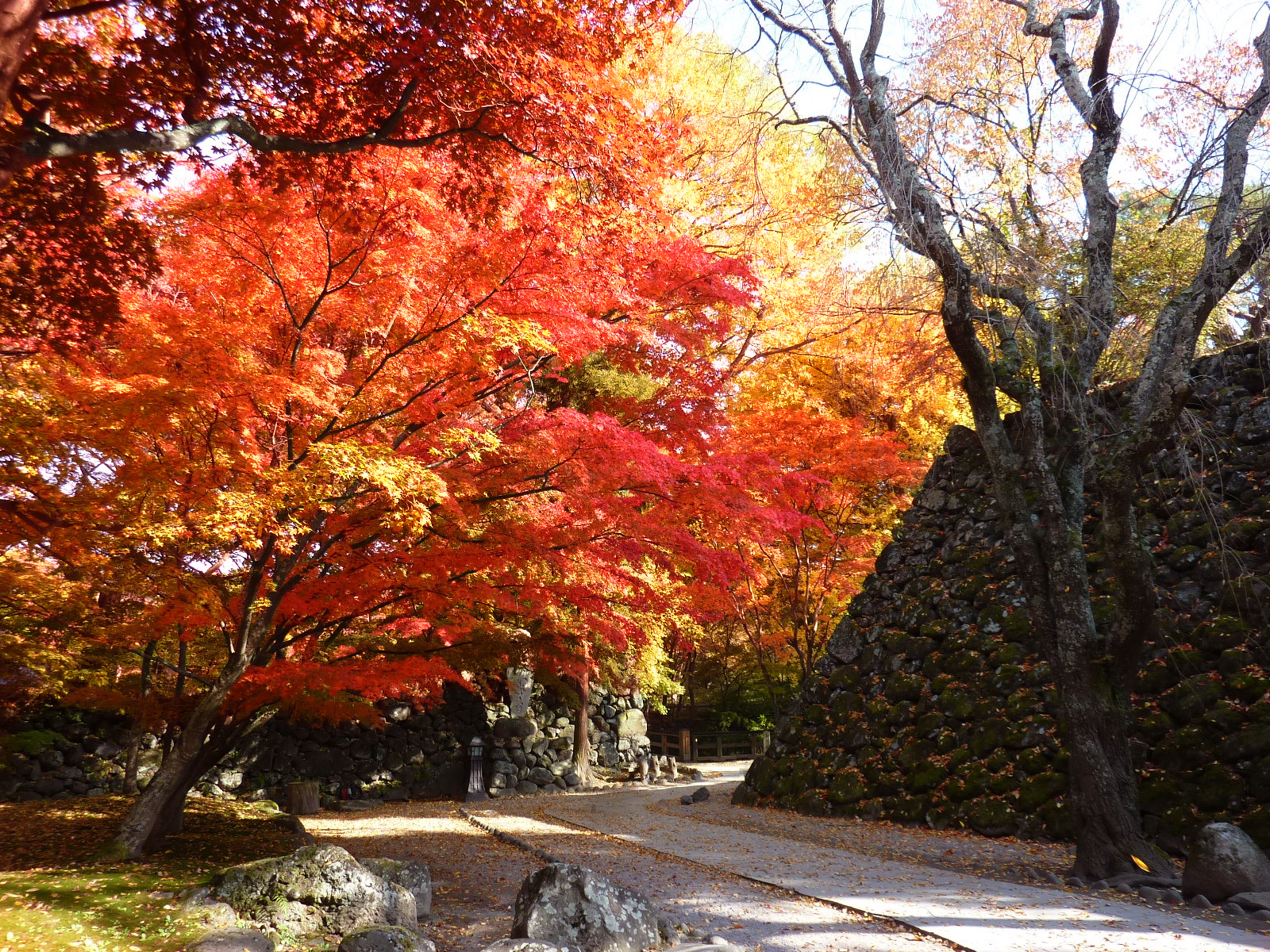
紅葉

城跡は、明治13年（1880年）に旧小諸藩士らが、旧三の門から本丸址までの払い下げを受けて取得し、大正15年（1926年）には、本多静六の指導を受け、当時の小諸町が園地の拡張を行い、史跡の自然景観を活用した公園とした。現在は市営公園小諸城址懐古園（こもろじょうし かいこえん）として整備、公開されており、入場は有料である。
園内には小諸市動物園をはじめ小諸市児童遊園地、小諸市立小山敬三美術館、小諸市立郷土博物館（かつては小諸市立火山博物館だったが展示物は高峰高原に移転）、小諸市立藤村記念館、懐古神社、徴古館があり、また園に隣接して小諸寅さん記念館、鹿嶋神社、小諸義塾記念館などの施設がある。
旧城郭の馬場跡を中心にソメイヨシノが多数植樹されており、日本さくら名所100選に選定されている。4月下旬の桜の開花時期には多くの花見客でにぎわう。また紅葉の名所としても有名であり、こちらも春に負けないほどの多く観光客でにぎわう。
懐古園の入り口は、旧三の門を利用しており、徳川家達の筆による『懐古園』の扁額が掲げられている。この三の門は小諸市のシンボルとしてフジテレビのアニメーション『サザエさん』の旅行編やオープニングにも複数回登場している。

### 政教分離問題と、懐古園の賃料
懐古園の敷地の多くは、懐古園保存研（会）・（宗教法人懐古神社）が、小諸市に賃貸することにより、賃借料を得ている。従来の賃借料は、懐古園の入場料（入場者数）を基礎にスライド制とされていたが、平成4年から定額制となっている。小諸市が、日本国憲法の規定により、宗教法人懐古神社を特権的に扱うことは許されないが、その行政用語をめぐって誤解を招いた点を、平成26年6月の定例市議会の中で、小諸市長は認めている（こもろ市議会だより156号・P11）。
宗教法人懐古神社は、氏子数が50余名と極めて少ない。その氏子は小諸藩の士族出身者の子孫・関係者であり、かつ小諸市在住者で構成されていることが特徴的であり、懐古神社の祭神に信仰心を持っている一般の小諸市民は、氏子になることができない。懐古神社の祭神には、天満宮・火魂社など、一般になじみの深い祭神も奉られている。宗教法人懐古神社が所有する懐古園内の区分は、現在でも氏子たちのボランティア活動によって維持管理が支えられている。
信濃毎日新聞社・東信ジャーナルをはじめとする地元マスコミの記事、及び小諸市議会議員が議会で質問を行うにあたっては、懐古神社崇敬会を指して、士族会・旧士族会・小諸士族会などと呼称していることもある。また一部の小諸市議会議員等は、宗教法人懐古神社に対して、懐古園主要部の土地を、小諸市に無条件で寄付すべきだとの主張を表明している。

### 文学碑

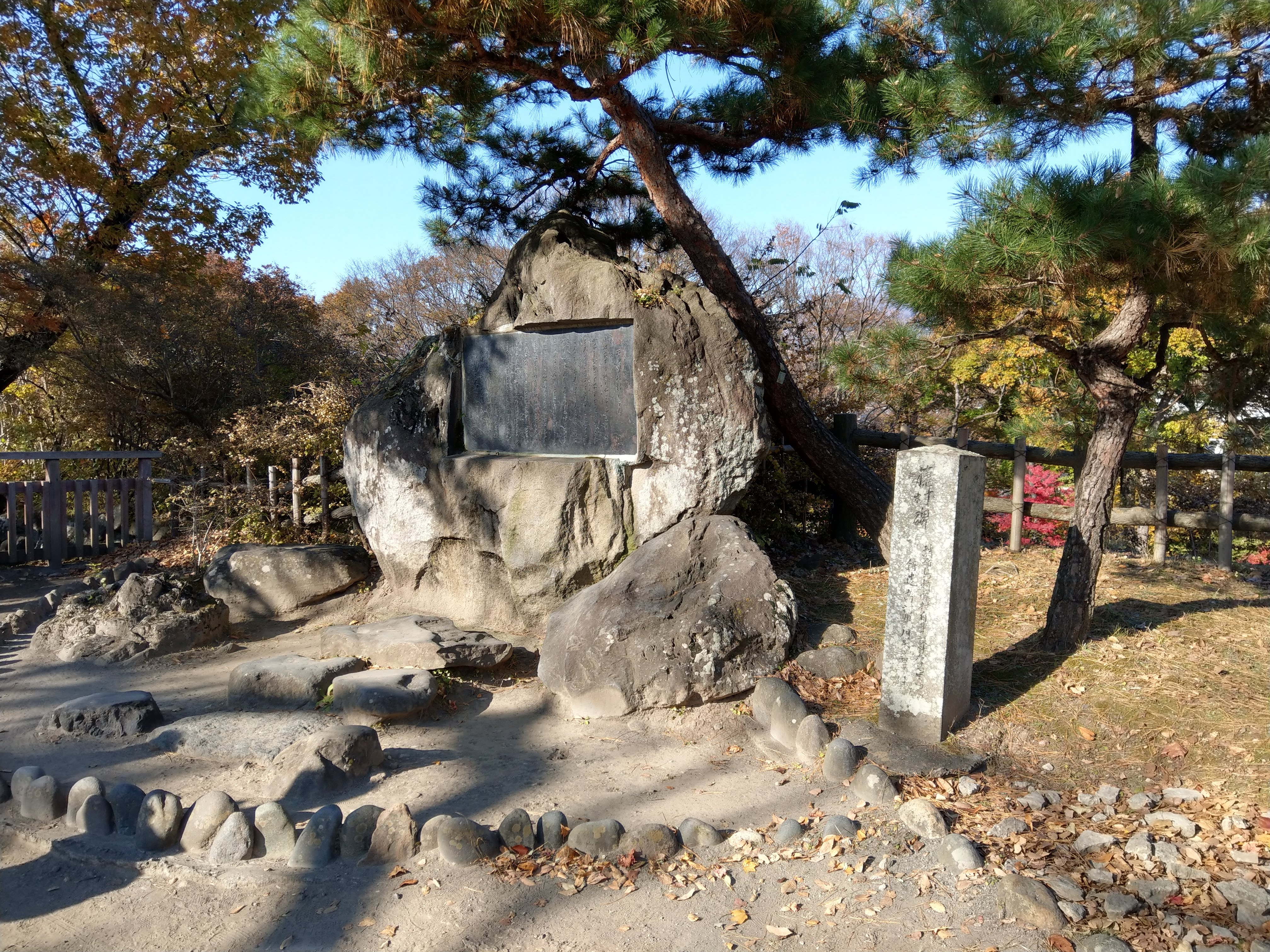
藤村詩碑

懐古園内の千曲川を望む展望台近くには、昭和2年（1927年）に島崎藤村の『千曲川旅情のうた』の歌碑が建てられ、二の丸の城石には若山牧水の短歌も刻まれるなど、懐古園という名の通り昔をしのばせ、文学の香り漂う風景を織り成している。

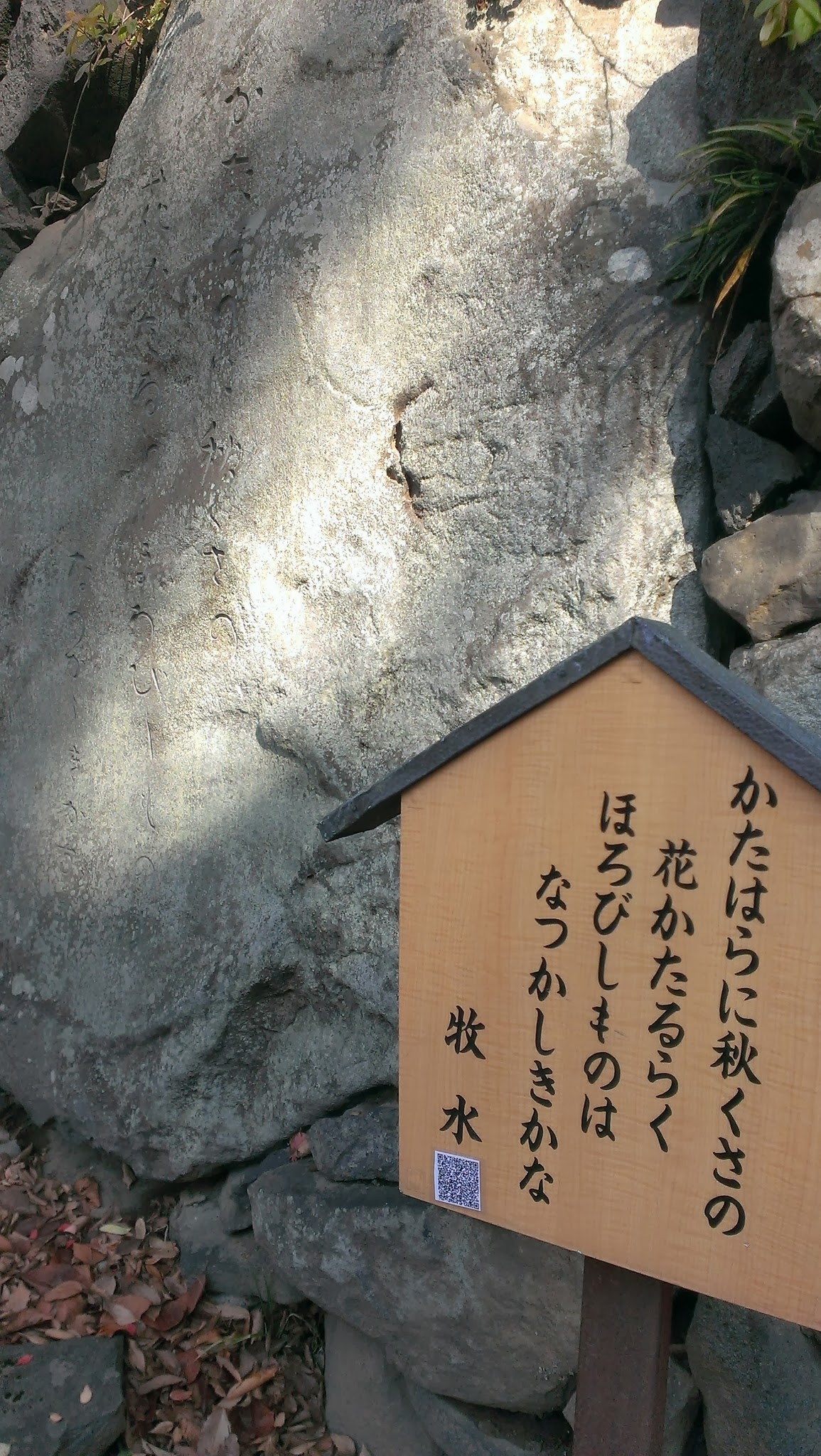
牧水歌碑

若山牧水の短歌（「かたわらに秋草の花語るらくほろびしものはなつかしきかな」）を刻んだ石垣については、種田山頭火が佐久市岩村田を訪れた際にこの歌碑に触れた文や俳句を残しおり、両文人の愛好者が訪れる名所となっている。

## 現地情報
所在地
- 〒384-0804 長野県小諸市丁311

交通アクセス
- しなの鉄道及びJR小海線 小諸駅下車 徒歩5分

入園料
- 500円（園内施設入館料を含む。散策のみの散策券は300円）